# Flame (Patti LaBelle)
Flame è il tredicesimo album solista della cantante statunitense Patti LaBelle, pubblicato nel 1997 dalla MCA Records. Il disco è certificato disco d'oro dalla RIAA nel 1998.
| Recensione | Giudizio |
| ---------- | -------- |
| AllMusic   | [ 1 ]    |

## Tracce
1. Someone Like You – 5:55 (James Harris III, Terry Lewis, James Wright) – Jimmy Jam and Terry Lewis, James "Big Jim" Wright (co-producer)
2. I Like the Way It Feels – 4:38 (Gerald LeVert, Edwin "Tony" Nicholas, Patti LaBelle) – Gerald LeVert, Edwin "Tony" Nicholas
3. You Are My Solid Ground – 3:59 (David Foster, Linda Thompson) – David Foster
4. Flame – 4:10 (Brenda Russell, Ira Antelis) – Arif Mardin
5. Let Me Be Your Lady – 4:17 (James Harris III, Terry Lewis, James Wright) – Jimmy Jam and Terry Lewis, James "Big Jim" Wright (co-producer)
6. Does He Love You – 4:17 (Sandy Knox, Billy Stritch) – David Foster
7. Shoe Was on the Other Foot – 4:24 (Gerald LeVert, Edwin "Tony" Nicholas) – Gerald LeVert, Edwin "Tony" Nicholas
8. Addicted to You – 4:12 (Sheldon "So" Goode, Sami McKinney, Denise Rich) – Sami McKinney, Christian
9. When You Talk About Love – 5:32 (James Harris III, Terry Lewis, James Wright) – Jimmy Jam and Terry Lewis, James "Big Jim" Wright (co-producer)
10. Love Is Just a Whisper Away – 5:19 (Sami McKinney, Kenny Moore, Denise Rich) – Christian and Sami McKinney
11. If By Chance – 4:39 (Bernard Belle) – Arif Mardin
12. Let Me Be There for You – 4:19 (Jayne Oldeman, Dwayna Litz) – James R. "Budd" Ellison
13. You Saved My Life – 4:00 (Terry Steele, Tommy Keane) – Arif Mardin
14. Don't Block the Blessings – 4:49 (Don Graham, Pam Wolfe, Malcolm Allison, Armstead Edwards) – Malcolm Allison, Patti LaBelle